# Сіпарая лусонська
Сіпарая лусонська (Aethopyga jefferyi) — вид горобцеподібних птахів родини нектаркових (Nectariniidae). Ендемік Філіппін. Вважався підвидом гірської сіпараї (Aethopyga pulcherrima), однак за результатами молекулярно-гентичного дослідження, проведеного Хоснером і іншими дослідниками в 2013 році був визнаний окремим видом.

## Поширення і екологія
Лусонські сіпараї є ендеміками острова Лусон. Живуть в тропічних вологих гірських лісах.